# عمارس (روستا)
 عمارس  (در عربی:  العَمَارس )
نام روستایی است در دهستان العَمّاریَه از توابع استان ذَمار در کشور یمن در شبه جزیره عربستان.

## جمعیت
جمعیت آن (۱۰۰ ) نفر (۱۱ خانوار) می‌باشد.